# Památník Bible kralické
Památník Bible kralické je objekt muzejní povahy v Kralicích nad Oslavou a je součástí Moravského zemského muzea. Budova se nachází v sousedství kralické tvrze a byla postavena dle návrhu Bohuslava Fuchse v letech 1967 až 1969.
V muzejních sbírkách je uchováno čtyři tisíce tiskařských typů, kovových literek, mezernic a tiskařského nářadí, součástí sbírek je i tiskařský lis. Dalšími exponáty jsou také archeologické nálezy nalezené při průzkumu blízké tvrze. Jako hlavní nálezy se uvádí stříbrné tolary z roků 1534 a 1595, gotické kachle s motivy zmrtvýchvstání a fragmenty s podobiznou paní Judity.

## Historie
V roce 1934 proběhla v Kralicích výstava o Janu Amosu Komenském, kralický muzejní spolek získal exponáty výstavy a ty uvedl v budově sokolovny v roce 1936. Budova památníku byla postavena mezi lety 1967 a 1969 a předána do péče Moravského zemského muzea. Původní expozice byla otevřena již 28. září 1969, její autorkou byla Vlasta Fialová (vedoucí archeologických výzkumů) a ta ukazovala historii Kralic a také tiskárny.
V září roku 2019 proběhly oslavy 50 let od založení památníku. V říjnu roku 2020 byla budova památníku a expozice uzavřeny, budova byla opravena a expozice byla obnovena a zmodernizována a v roce 2023 znovuotevřena.

## Expozice
Součástí památníku jsou dvě stálé expozice. V horní části budovy je expozice Dílo tiskařů Jednoty bratrské, v dolní částí je expozice Labyrint života Jana Amose Komenského. Dříve dolní část budovy sloužila jako depozitář, později v ní byla otevřena výstava J. A. Komenský a tiskárna.

### Labyrint života Jana Amose Komenského
Expozice byla otevřena 26. září 2009 a zobrazuje životní pouť Jana Amose Komenského a dalších osobností s jeho osobou spojených. Expozice zobrazuje písemné, grafické a prostorové památky z dané doby a zobrazuje tak jednotlivé osobnosti a J. A. Komenského v jeho době. Součástí expozice je i metodický list pro základní školy. Cílovou skupinou mají být právě studenti základních škol.

### Dílo tiskařů Jednoty bratrské
Expozice zobrazuje oblasti života tiskárny v širším kontextu, primárně z pohledu kulturního a historického. Na působení bratrské tiskárny je pohlíženo z pohledu na dobovou pedagogickou činnost a pro působení Jednoty bratrské jako církevní organizace a na roli Jednoty v tiskařství. Součástí expozice jsou doklady tiskařského řemesla a rekonstruovaný funkční tiskařský lis. Původní expozice byla otevřena již 28. září 1969, její autorkou byla Vlasta Fialová (vedoucí archeologických výzkumů) a ta ukazovala historii Kralic a také tiskárny.

### Umění knihtisku a bratrská tiskárna v Kralicích
Nová expozice byla otevřena v roce 2023 po opravách budovy. Součástí expozice jsou původní výtisky kralické bible, literky a expozice historické literatury.